# Hans Gerlach (Politiker, 1919)
Hans Gerlach (* 23. Dezember 1919 in Stettin; † 4. Dezember 1986) war ein deutscher SED-Funktionär. Er war unter anderem Zweiter Sekretär der SED-Bezirksleitung Neubrandenburg.

## Leben
Gerlach, Sohn eines Arbeiters, erlernte den Beruf des Möbeltischlers. Im Zweiten Weltkrieg diente er ab 1939 als Soldat in der Wehrmacht. 1945 geriet er in sowjetische Kriegsgefangenschaft. 1949 kehrte er nach Deutschland zurück. Er war als Arbeitsschutzinspekteur bzw. als Sekretär der Nationalen Front in Löcknitz und Ueckermünde tätig. 1951 trat er in die SED ein. Von 1951 bis  1953 war er Instrukteur, dann Abteilungsleiter bzw. Sekretär der SED-Kreisleitung Ueckermünde, von 1954 bis 1956 dann Erster Sekretär der SED-Kreisleitung Demmin.
Von 1956 bis 1959 studierte Gerlach an der Parteihochschule der KPdSU in Moskau mit Abschluss als Diplom-Gesellschaftswissenschaftler. 1959/1960 war er Erster Sekretär der SED-Kreisleitung Ueckermünde. Von 1960 bis 1964 übte er die Funktion des Zweiten Sekretärs der SED-Bezirksleitung Neubrandenburg aus und war zuständig für Organisation und Kader. Danach war er 1964 Zweiter bzw. Erster Sekretär der SED-Kreisleitung Neubrandenburg und noch bis 1967 Mitglied der SED-Bezirksleitung Neubrandenburg. Später war Gerlach im VEB Sirokko-Gerätewerk Neubrandenburg tätig.

## Auszeichnungen
- Vaterländischer Verdienstorden in Bronze (1961)